# Библия Венцеслава

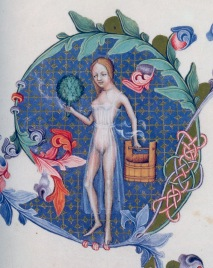
Фрагмент страницы из Библии Венцеслава: Bademädchen (Cod. 2759, fol. 160).

«Библия Венцеслава» (нем. Wenzelsbibel, англ. Wenzel Bible), также известна как «Библия Венцеля» или «Библия короля Вацлава» — шеститомное рукописное иллюминированное издание Ветхого Завета (от книги Бытия до книги пророка Иезекииля) на немецком языке, выполненное в 1389—1400 гг. по заказу германского и чешского короля Венцеслава (также известен как король Вацлав IV, король Венцель). Издание снабжено богато выполненными цветными иллюстрациями и украшениями текста. В настоящий момент находится в собрании Австрийской национальной библиотеки в Вене.

## Описание

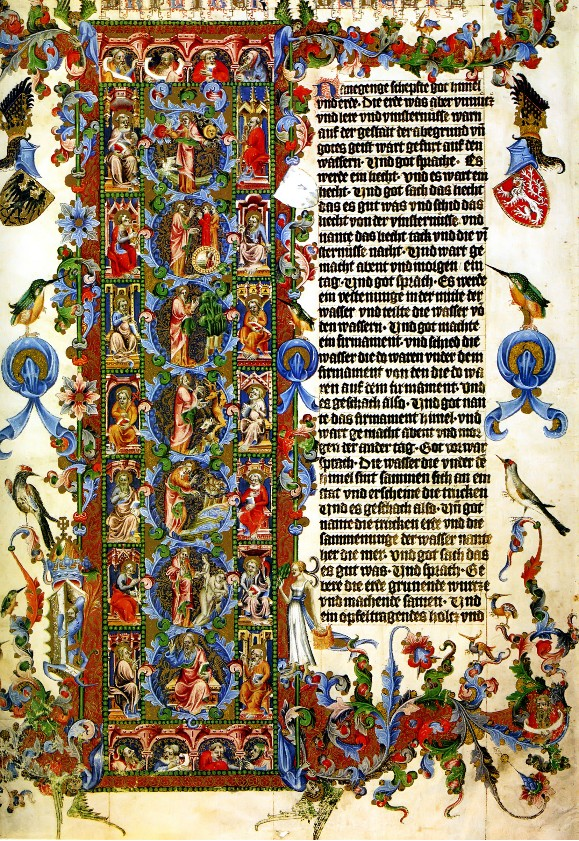
Первая страница книги Бытия, Библия Венцеслава.

Рукопись состоит из шести томов, 1176 листов пергамента размером 53 на 36,5 см, включающих в себя и листы, добавленные в ходе работ по реконструкции и восстановлению манускрипта, предпринятых в 1790 году. На каждом листе присутствуют две колонки текста по 36 строки каждая, на каждой странице также присутствует расписной заголовок и/или первая буква страницы. Особую художественную ценность представляют 654 частично вызолоченных миниатюры, изображающих библейские сцены, фигуры героев при этом, как правило, одеты в повседневные костюмы середины-конца XIV века. Для создания данного манускрипта первоначально было использовано 607 шкур телят.
Рукопись выполнена в готическом шрифтовом стиле текстуры, что означает, что текст покрывает страницу равномерно, характерной особенностью данного стиля является специфическая «вытянутость» букв. Знаки препинания практически отсутствуют, заглавное начертание букв используется только в начале страницы. Оригинал манускрипта является большой исторической и культурной ценностью и в настоящее время доступен для общественности только в виде факсимильной копии высокой точности. Историки предполагают, что, согласно изначальному замыслу, планировалось создать полный перевод Ветхого Завета, но этому помешало свержение Венцеслава с престола Чехии в 1400 году.
Имена писцов в точности неизвестны, но исследователи предполагают, что авторами были восемь групп художников и писцов, ответственных каждый за определённый участок работы — изображение миниатюр, нанесение самого текста и т. д. Названия этих артелей известны современным исследователям (см. нем. статью нем. Wenzelswerkstatt). Скорее всего, автором большинства работ и основным исполнителем была артель мастера по имени Франа (Франтишек).

### Миниатюры
Библия Венцеслава представляет собой одно из самых известных собраний графических средневековых европейских миниатюр XIV века. Мотивы миниатюр чрезвычайно разнообразны — создание Господом Евы, купающиеся девушки, сцены боя и казни, непосредственно сам король Венцель с супругой (предположительно, с Софией), и даже сцены изнасилования жены левита группой язычников. Используются также откровенно эротические мотивы, как, например, иллюстрации, изображающие девушку-банщицу в совершенно прозрачных одеждах, не скрывающих линий тела, держащую в руках символ своей профессии — деревянные ведра и банные веники. Данные миниатюры представляют также иллюстративную ценность по причине достоверного отображения в себе особенностей быта, одежды, питания и других повседневных жизненных ситуаций конца XIV века. Директор Пражской информационной службы Вацлав Новотный, открывая в Праге постоянную выставку репродукций миниатюр из Библии Венцеслава, заявил:
Мы рады, что нам пошла навстречу Национальная библиотека в Вене, где хранится иллюстрированная Библия Вацлава Четвёртого. На этих миниатюрах изображены сценки того времени. Благодаря этому посетители могут узнать о том, что тогда ели и пили, какова была мода, чем люди лечились и как воевали, что продавалось на местных рынках и так далее

## История создания
В течение всего XIV века римо-католическая церковь активно боролась за свою власть и влияние на европейцев, в том числе, и посредством жестокого подавления начал реформационного движения — это запрет на распространение Библии на родных языках населения стран Европы (всегда подтверждаемый прокатолическими монархами данных территорий), гонения на проповедников не-католического вероисповедания. Как король Чехии, Венцель IV стремился защитить религиозного реформиста Яна Гуса и его последователей от попыток католической церкви объявить их еретиками. Пражский католический архиепископ Збинек прямо обвинил Гуса в ереси, что бросало тень и на короля. Создание Библии Венцеслава явило собой ответный вызов давлению римской церкви.
Все финансовые затраты взял на себя Мартин Ротлев (Martin Rotlev), богатый купец, имевший обширные финансовый связи в Люксембурге. Со свержением Венцеслава с престола в 1400 году работы по созданию книги прекратились, и были фактически завершены только в 1441 году, после повеления императора Фридриха III Габсбурга.

### Преемственность владения манускриптом
- 1447 — манускриптом владеет династия Габсбургов. Упорядочивание страниц манускрипта. На страницах ставится акроним «AEIOU».
- 1500 — манускрипт отправляется в Хофбург, резиденцию тирольских эрцгерцогов.
- 1580 — Библией Венцеля владеет австрийский эрцгерцог Фердинанд II.
- 1665 — Тирольская линия Габсбургов исчезает. Манускрипт отправляется в Венскую Императорскую Библиотеку.
- 1790—1803 — в ожидании возможного захвата в ходе наполеоновских войн создаётся упрощённая копия шеститомного манускрипта, призванная сбить с толку возможных похитителей.
- с 1936 года и по сей день — пронумерована в рамках венского Codices Vindobonensis, манускрипту присвоен номер 2759—2764. Хранение в Австрийской Национальной библиотеке (нем. Österreichischen Nationalbibliothek).

## Иллюстрации

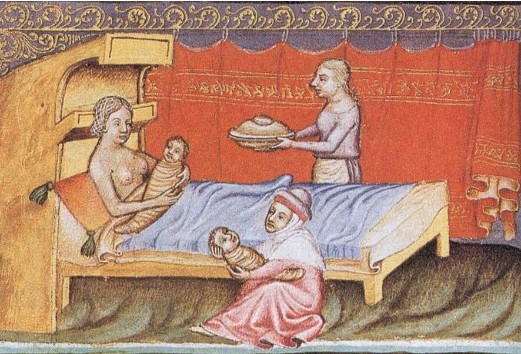
Роды. Миниатюра из «Библии Венцеслава»
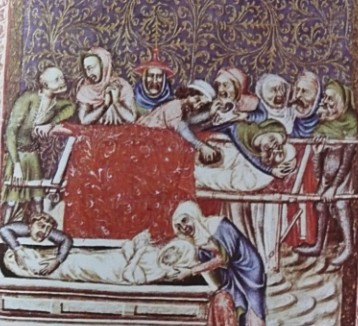
Похороны. Миниатюра из «Библии Венцеслава»
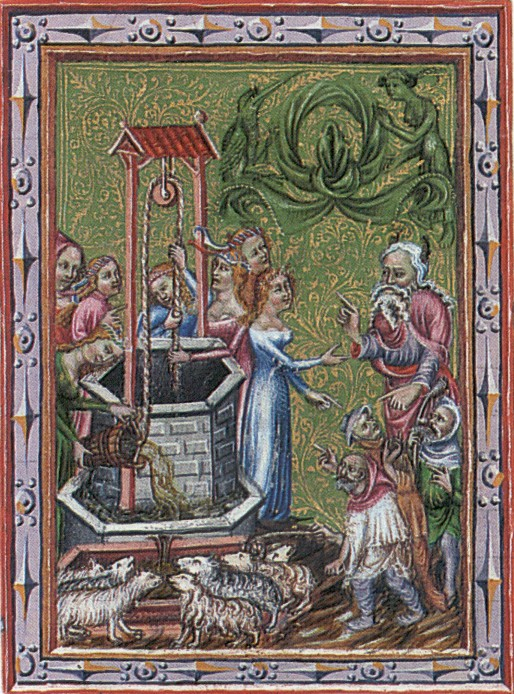
Слуги Авраама встречают Ревекку у колодца. Миниатюра из «Библии Венцеслава»
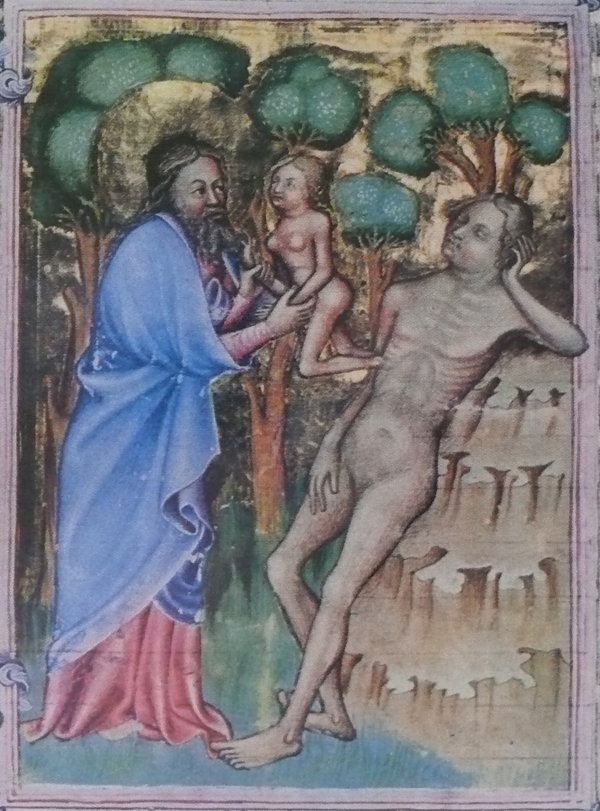
Сотворение Евы. Миниатюра из «Библии Венцеслава»